# Разумный, Михаил Александрович
Михаил Разумный (англ. Mikhail Rasumny; 13 мая 1890, Одесса, Херсонская губерния — 17 февраля 1956, Вудленд-Хиллз, Калифорния) — российский и американский режиссёр-постановщик, актёр театра, кино и телевидения, антрепренёр.

## Биография
Родился 13 мая 1890 года в Одессе, в семье знаменитого кантора Соломона (Эфраима Залмана) Разумного (1866—1905), — в различные годы главного кантора Большой синагоги Николаева, синагоги «Зохвей цедек» в Кишинёве и Новой (Шалашной) синагоги на Екатерининской улице в Одессе.
Начал театральную карьеру после смерти отца. Первоначально работал в Санкт-Петербургских театрах (в том числе в театре «Кривое зеркало»), затем — в Московском Художественном театре. После закрытия «Кривого зеркала» в 1918 году некоторое время руководил собственным театром-кабаре в Москве (театр М. А. Разумного). К концу 1918 года театр перешёл на драматический репертуар. Театр М. А. Разумного временно прекратил своё существование в феврале 1919 года, когда администрация «Палас-театра» отказалась подписать контракт на дальнейшую аренду своего помещения; однако уже 25 марта спектакли возобновились.
7 февраля 1919 года вместе с Михаилом Пустыниным организовал в Витебске первый Театр революционной сатиры (Теревсат в здании кинотеатра «Рекорд»), которым руководил в 1919—1922 годах (там же работала его жена — актриса Анастасия Чаадаева). Спектакли театра оформлял местный художник М. З. Шагал. 15 апреля 1920 года театр переехал в Москву (Театр Революционной Сатиры под управлением М. А. Разумного в помещении бывшего театра «Парадиз»), с 1921 года театр располагался в помещении ресторана «Славянский базар» (Никольская улица, 17), с 1922 года — на улице Большая Дмитровка, 17 (в здании нынешнего Музыкального театра имени К. С. Станиславского и Вл. И. Немировича-Данченко), Разумный привлёк к работе в театре режиссёра Давида Гутмана. В 1922 году обнаружилось, что Михаил Разумный в условиях НЭПа занялся предпринимательской деятельностью как импресарио, он был смещён с поста руководителя труппы и сам театр был вскоре расформирован. Последняя программа театра была представлена 22 апреля 1922 года. В октябре того же года на основе труппы был образован Театр революции.
В 1927 году, будучи на гастролях с Московским художественным театром, остался в Берлине. Сотрудничал в Литературно-драматическом обществе имени Островского, снимался в немом кино. Дебютировал в картине «Der erste Kuß» (первый поцелуй) в 1928 году; в том же году снялся в фильме «Rasputins Liebesabenteuer», в 1929 году в картинах Die Abenteurer G.m.b.H., «Diane — Die Geschichte einer Pariserin», «Die Schmugglerbraut von Mallorca» и «Heilige oder Dirne», в 1930 году — в картине «Das alte Lied» (старая песня). Затем переехал в Париж, где в 1933 году открыл Еврейский театр-ревю «Дер Кундес» (идиш: озорник), а в 1934 году — другую театральную труппу на идише «Паризер Азазель». Позже вместе с Н. Н. Евреиновым, Е. Н. Рощиной-Инсаровой и В. А. Костровой создал театр «Бродячие комедианты». Играл в составе Пражской группы Московского Художественного театра в 1935 году.
В 1937 году Михаил Разумный переехал в США, там в 1938 году работал на радиостанции WELD, затем снимался в кино в Голливуде на студиях MGM и Paramount (главным образом в «этнических» ролях). В 1938 году основал в Нью-Йорке Еврейскую драматическую студию (идише драматише студие). В 1940 году снялся в главной роли в кинокартине Эдгара Ульмера на идише «Американер шадхн» (американский сват, American Matchmaker), ставшей его дебютной киноролью в США.
Умер 17 февраля 1956 года в Лос-Анджелесе. Похоронен на еврейском кладбище «Бет Олам» в Лос-Анджелесе.